# Manicomio (miniserie)
Manicomio es una miniserie de televisión Venezolana emitida para el 2016 de 13 capítulos y perteneciente al género de misterio/suspenso, escrita por Martín Hahn es dirigida por José Alcalde, con la producción general de Carlos Scoffio y la producción ejecutiva de Marbella Molina y Chepita Gómez.

## Sinopsis
Con una idea genial llega un productor de televisión al canal. La idea en cuestión es reunir doce jóvenes, todos con trastornos emocionales en un edificio al que llamarán Manicomio. Este reality show cubrirá las sesiones de terapia de grupo, individuales, crisis, peleas, intervención de enfermeros, camisas de fuerza y todo lo que sea necesario para mantener a raya a los participantes. Eso sí, todos deben padecer enfermedades psicológicas que interactuando unos con otros, produzcan roces, disputas y crisis que sean interesantes para la audiencia. El canal aprueba el proyecto. Los productores preparan un viejo edificio con aires aterradores. Los seleccionados llegan a firmar el contrato. La psiquiatra acepta el reto. El conductor es contratado. Todos están listos para que arranque del show. Como era de esperarse, al conocerse, los muchachos, entre 18 y 28 años, dejan ver los rasgos más fuertes de su personalidad. El objetivo final de cada participante, es que la psiquiatra y los médicos especialistas le den de alta. Todos los monitores están listos, las cámaras en los lugares estratégicos y el director del reality listo para ponchar. Los roces comienzan desde el primer día. Dos de ellos se agarran a golpes. Los enfermeros tienen trabajo para separarlos. El show comienza con buen pie. Pasa la primera noche y los monitores muestran a una figura fantasmal que sale rauda de una de las habitaciones. No se podía saber quién era. Al día siguiente, uno de los jóvenes que peleó había muerto por asfixia. Culparon al otro y se lo llevan preso. El show aumentó su índice de audiencia exorbitantemente. Después de unas disputas legales, el canal decide seguir con el reality. Con el pasar de los días perdieron el control total. Sin hallar al culpable sucede otro homicidio. Una fiscal consigue una orden para cancelar el show, pero es muy tarde. Los jóvenes estaban aislados, la policía no podía entrar. Las instalaciones habían sido cerradas con cadenas y candados desde adentro. Estaban atrapados. Las puertas estaban selladas. Los enfermeros habían pasado a ser rehenes. La médico psiquiatra pedía a gritos desesperados que la rescataran. Pero a cada intento de asalto de la policía sucedía otro crimen. El índice de audiencia del programa se volvió histórico. El productor decía que todo era un montaje, nada de lo que captaban las cámaras era cierto. Y así continuó el programa al aire con la incógnita del público por saber quién será el asesino.

## Episodios
- Part 13:

## Reparto
- Flavia Gleske
- Juan Carlos Gardié
- Antonio Delli
- Sócrates Serrano
- Fabiola Arce
- Juan José Guzmán
- Natalia Román
- Luis Rivero
- Patricia Amenta
- Gianmarco D' Ortenzio
- Graziella Mazzone
- Santiago Osuna
- Diana Díaz
- Tico Barnet
- Grecia Rodríguez
- Moisés Berroterán